# معركة تحرير الحويجة
معركة تحرير الحويجة هو هجوم مشترك لقوات الأمن العراقية لاستعادة السيطرة على الحويجة من تنظيم الدولة الإسلامية (داعش). بدأت الحرب البرية في 21 أيلول 2017. وتهدف العملية إلى إنهاء وجود تنظيم الدولة الإسلامية في غرب محافظة كركوك.

## الخلفية
يقع قضاء الحويجة ومركزه مدينة الحويجة في محافظة كركوك. سيطر عليها تنظيم داعش في عام 2014.

## القوات المشاركة في العملية
]]

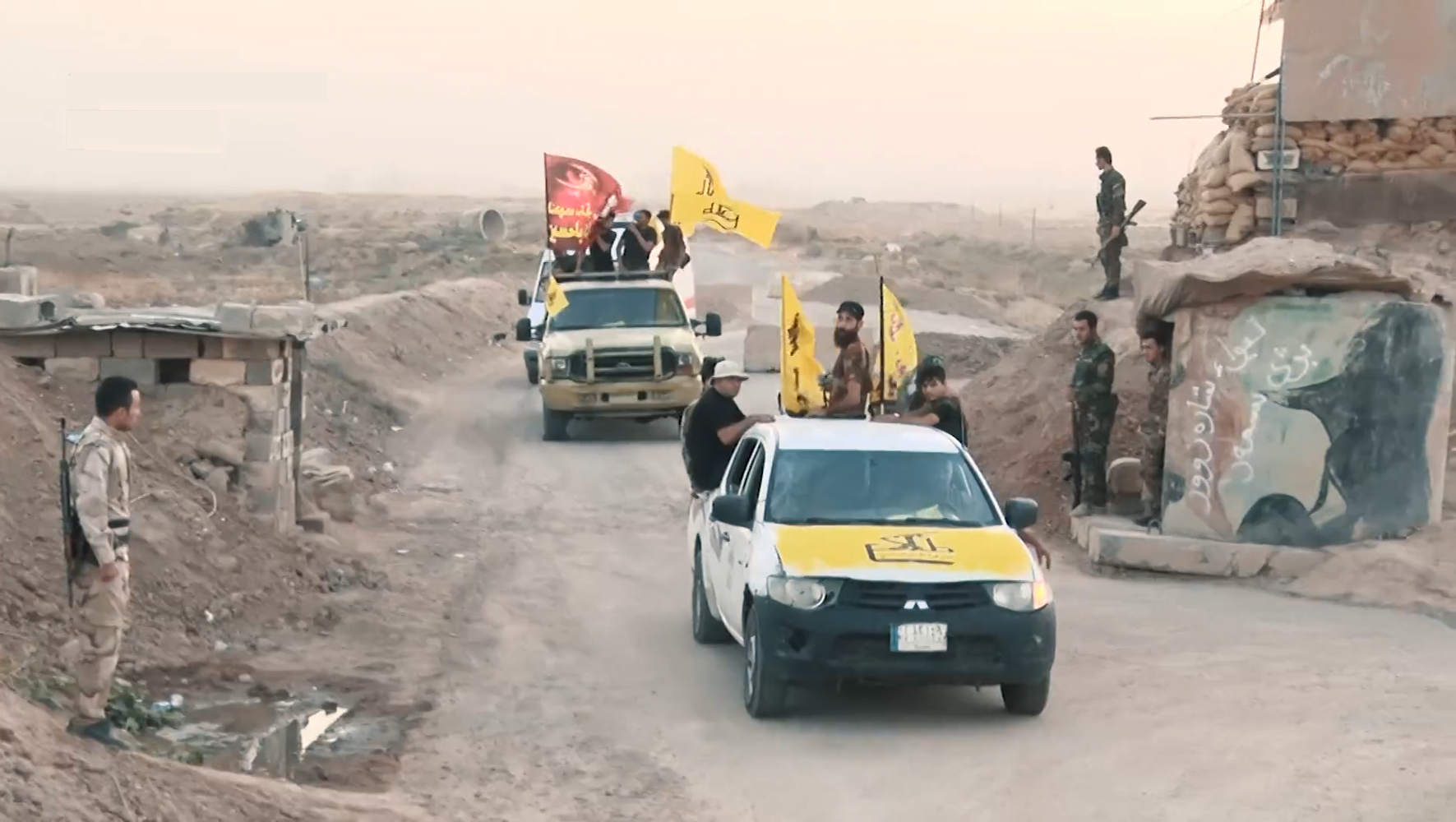
عجلات تابعة إلى الحشد الشعبي في الحويجة

عجلات تابعة إلى الحشد الشعبي خلال معركة تحرير الحويجة

يشارك في المعركة قطعات من الجيش العراقي (الفرقة المدرعة التاسعة، لواء المشاة 21، الفرقة الخامسة) والشرطة الاتحادية وجهاز مكافحة الأرهاب (العمليات الخاصة الثانية، فوج صلاح الدين، فوج النجف، فوج الديوانية، فوج الموصل، فوج المثنى، فوج ديالى) والحشد الشعبي (ألوية 5 و10 و22 و27 و6 و2 و11 و26 و42 و56 و88)، وطيران القوة الجوية العراقية وطيران التحالف الدولي.

## التسلسل الزمني للمعركة
- في 21 أيلول 2017 أعلن القائد العام للقوات المسلحة حيدر العبادي عن بدأ عملية تحرير الحويجة.[3] وحررت القوات العراقية قرى (عين كاوة - حوشترلوك - حصاروك - سرناج الصغرى - سرناج الكبرى - شندر العليا - عدلة - فاطمة - محمود - قوج - خرباتي). وحررت قرى (كهارة - شيراوة- الفوجة - حمد ستير - سبحة عثمان - كنعوص الشمالية - كنعوص الجنوبية - خرابة زرد- سيسبان - عين حياوي - لزاكة - كنيطرة - الحمير - هيجل الشمالي - هيجل الوسطى - هيجل الجنوبي - عويجيله الشمالي - عويجيلة الجنوبي - خضير الجاسم - السفينة).
- في 22 أيلول 2017 حررت القوات العراقية قرى (دومة عزيز - عرب لوك - تل غزال - الخضيرة - عزيز عبيد - الحديقة - منديان غربي - منديان شرقي - كرد ديوانه - شناوة - كردخال - كرمش لزاكة - باش تبة - باش بند - دومة ادريس - كليخة - كريعه - خندق الكبرى - تل المطر )، وقرى (تل البئر - تل الهوى - الاكرع - صالح اليوسف - ام كهوة - الحرفوشيه -، تل الشوك - تل الفاره - تل السعد - طوينة- زرد - الطالعه - سديرة العليا - سديرة السفلى - طقطق- الصبخة - وادي السهل - محمد حمود - تل الاثر - الجزيرة).
- في 23 أيلول 2017 حررت القوات العراقية قرى (الاغات - تل النوار - السرودة - العكلة - السريج - هنيجرة - الشاوي - الرحمة - حكنه- شط الجدر - الدر - رسم حويش- الحسج - الزرارية - النميصة - شميط - الشك - الصباغية - الراويين - صبيج العليا- صبيح السفلى - عرب خليل حسن - غدير الشوك - جاسم الرباب)، وحررت القوات العراقية ناحية الزاب بالكامل وسيطرت على الضفة الشمالية لنهر الزاب الاسفل. وحررت قرى (ام العظام - تل الورد-جركز- محمد علي -ذويبان -يونس حمادي -سمر -داني -الحياوية -تل طويلة -عرب سلمان - تل الاسود - رمضان منصور - تل الأجود - حاج علي - جار بردان - كردوت - مخذر - خلف عبد الله - الخازر -فلانة - قبر السيد - كوندة - ساروك - عطيرة - سيوة - حلوة وسطى -رنجي - حلوة سفلى - حلوة عليا -رواردة هوار - عمر مردي - اشريعة - العنادية العليا - سوران يامند -سباهة خضر - القبة) وتحرر سلسلة جبال الخانوكة وقرية النمل وقرية خلف العلي غرب نهر دجلة.
- في 24 أيلول 2017 حررت القوات العراقية الجزء الشمالي لسلسلة جبال مكحول وقرية العدلة وقرية قلعة البنت وقرية الزوية غرب نهر دجلة.
- في 27 أيلول 2017 القوات العراقية تعلن إنجاز المرحلة الأولى بتحرير 103 منطقة وقرية، وقتل 557 ارهابيا وتدمير 46 عجلة مفخخة و24 عجلة مختلفة ومعالجة 381 عبوة ناسفة وتدمير 2 معمل تفخيخ ومعالجة 18 منزلا مفخخا وتدمير 3 انفاق.
- في 29 أيلول 2017 حررت القوات العراقية ناحية العباسي بالكامل. وتحرر قرى (غريب1 - غريب2-الكرنة - العلكاية - الحجامة - الشجرة - المصطاح - حمود الخلف- العبلات - نميلة - طويرية).
- في 30 أيلول 2017 حررت القوات العراقية قرى (الاحنف، الطارقية، عرصة، المتوكلية، تل اللحم، الجعفرية، السعدية، كيسومة، تل الهَوَى، الحمدانية، العيون، تلول ذياب، الشنته، الوريدية، السبتي، نويكيط، الحوائج العُليا الحوائج السفلى، تل الذهب العُليا، تل الذهب السفلى، السويد، المخلط، تل عبيد، تل سعيد، البوصخرة، حمد العلي).
- في 1 تشرين الأول 2017 حررت القوات العراقية قرى (كنعان - الميدان الجنوبي - الميدان الشمالي - الرفيع - الحميضة - عرب هجول - جفار عون - عزالدين شاكر- أبو عركوبة - العواشرة - إبراهيم الصالح - البستة - السكون - فلاح فرحان - مبدد - عين منات) وتسيطر على الجزء الجنوبي من سلسلة جبال حمرين وجسر زغيتون. وحررت قرى (الداودية-القسامية - المعتصم-سيد علي - شيخ جاسم - ملة حسن - سلمان الحميد - مجول عليج - تبه قرى-حسين نعيم - المرادية - تل الذهب السفلى-علي السلطان - البوجحش - حسين علي مراد-حوض18 - العواشر - السراي-تل السراي-الجاسمية - ام التلال-عين السلطان - نجم - تل الغزال-سرهيد المطر-الحويثات-اذربان - البريج). وحررت قرى (الرمل-الاصفر-الحمل-الحمد-المنسية-البوكنعان-طويلعه-السلمان - الاعوج-البوسيف - حمد شرجي - سراي الفضل-تل السراي - علي وسمي-علي شلغم-شلال مطر-عجاج محسن-الشعيبات-العساكرة - وادي الخرافشة- محطة أنور العاصي - سحاب المشلج-السويسة - جديدة-نايف الصالح). ويحررون الجزء الشمالي لسلسلة جبال حمرين كما تم تحرير وفتح طريق جسر زغيتون باتجاه طريق الرياض وسيطرت القوات العراقية على مطار الفتحة (المالح). وتحرر شركة استخراج النفط في جبال عجيل.
- في 2 تشرين الأول 2017 حررت القوات العراقية 45 قرية وتحرر ناحية الرشاد بالكامل وتسيطر على مطار الرشاد (الضباع).[4]
- في 3 تشرين الأول 2017 حررت القوات العراقية 35 قرية ضمن الصفحة الثانية من المرحلة الثانية من عمليات تحرير الحويجة.[5] وتحرر قرية بريج وتسيطر على الجهة الشرقية لجسر الفتحة.
- في 4 تشرين الأول 2017 حررت القوات العراقية قرى ( المصلخة، الملالي، قرية السادة، الفتحة) وتسيطر على سلسلة جبال مكحول بالكامل كما تم تحرير منطقة الحراريات بالكامل والسيطرة على الضفة الغربية لجسر الفتحة غربي نهر دجلة.
- في 5 تشرين الأول 2017 حررت القوات العراقية مركز قضاء الحويجة وناحية الرياض وتفتح طريق الفتحة-الرياض.
- في 6 تشرين الأول 2017 القوات العراقية تفرض السيطرة بالكامل على سلسلة جبال حمرين من جسر زغيتون حتى جسر الفتحة لمسافة 45 كم وعمق 15 كم.

## الموقف العسكري للمحاور
| المحور                                    | القرى المحررة | المناطق المحررة                                 | الأهداف الحيوية                                                                                           | المساحة المحررة |
| ----------------------------------------- | ------------- | ----------------------------------------------- | --- | --------------- |
| محور مكافحة الارهاب والجيش والحشد         | 98 قرية       | ناحية الرشاد                                    | مطار الرشاد ( مطار الضباع) طريق تكريت / كركوك                                                             | 2400 كم2        |
| محور الشرطة الاتحادية والرد السريع والحشد | 150 قرية      | ناحية العباسي                                   | الجزء الشمالي لمركز قضاء الحويجة                                                                          |                 |
| محور الجيش والحشد                         | 161 قرية      | ناحية الرياض الجزء الجنوبي من مركز قضاء الحويجة | طريق الفتحة - الرياض باتجاه كركوك سلسلة جبال حمرين من جسر زغيتون وحتى جسر الفتحة ولمسافة 45 كم وبعمق 15كم |                 |

## طالع أيضًا
- معركة تحرير عنه
- ابو تحسين الصالحي
- عملية كركوك 2017